# Paraxerus flavovittis
Paraxerus flavovittis es una especie de roedor de la familia Sciuridae.

## Distribución geográfica
Se encuentran en Kenia, Malaui, Mozambique, Tanzania.

## Hábitat
Su hábitat natural son: sabanas y plantaciones.